# Lípa u Pašinky
Lípa u Pašinky je památná lípa malolistá (Tilia cordata Mill.), která roste u božích muk na kraji pole na severozápadním okraji obce Pašinka v okrese Kolín. Lípa je chráněna jako významná krajinná dominanta a pro svůj historický význam vztahující se k božím mukám. V roce 2005 byl obvod kmene je cca 250 cm a výška stromu činila asi 18 m. Zdravotní stav lípy je dobrý.